# المؤسسة الوطنية للجيوفيزياء
المؤسسة الوطنية للجيوفيزياء (بالفرنسية: ENAGEO)‏ هي شركة جزائرية، تابعة لمجمع سوناطراك، تأسست بتاريخ 1 أغسطس 1981م، بموجب مرسوم رئاسي رقم 81-173.

## مهامها
حددت مهامها بموجب مرسوم رئاسي رقم 81-173 بـ:
- تقديم وإنجاز الدراسات الزلزالية.
- إنجاز الأشغال الطبوغرافية والبارمترية.
- التنقيب المائي والميكانيكي.
- القيام بعمليات حفر للأبار النفطية

## انظر ايضاً
- سوناطراك

## روابط خارجية
- الموقع الرسمي